# 阿斯凯兰区 (纳卡州)

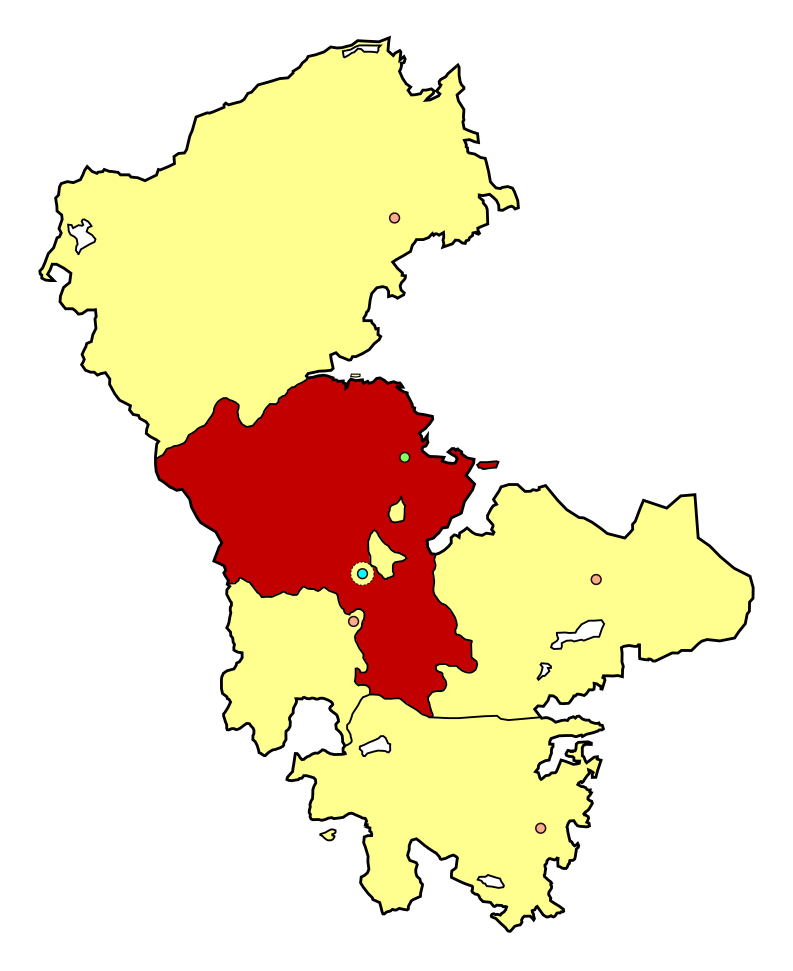
纳卡自治州时期的阿斯凯兰区

阿斯凯兰区，1978年之前称斯捷潘纳克特区，苏维埃社会主义共和国联盟阿塞拜疆苏维埃社会主义共和国纳戈尔诺-卡拉巴赫自治州下辖的五个区之一，首府位于阿斯凯兰。在第一次纳戈尔诺-卡拉巴赫战争期间，该区被重设为霍贾雷区，治所迁至霍贾雷，但不久便被亚美尼亚军队占领，后大部分辖区被未受广泛承认的纳戈尔诺-卡拉巴赫共和国（阿尔察赫共和国）划入新的阿斯凯兰区。

## 历史
1920年代，纳戈尔诺-卡拉巴赫自治州成立，该州的首府设在斯捷潘纳克特，首府所在的区则因此为得名“斯捷潘纳克特区”。1978年，区治所迁至阿斯凯兰，并改名为“阿斯凯兰区”。1979年时，该区共有52个聚居点。1988年纳戈尔诺-卡拉巴赫冲突爆发后，阿塞拜疆政府计划在该区重新建立一个区域中心，1988至1990年间从中亚迁居2000多名梅斯赫特土耳其人和从亚美尼亚迁居大约2000名阿塞拜疆人至该区的霍贾雷村，使霍贾雷的人口人口增加了三倍，达到6000名居民。1990年4月，霍贾雷成为新的区治所，新成立的霍贾雷区不仅包括原阿斯凯兰区，还包括马尔图尼区的一部分。

## 人口
该区的居民主要是亚美尼亚人：
| 年份 | 亚美尼亚人 | %    | 阿塞拜疆人 | %    | 俄罗斯人 | %   | 合计   |
| ---- | ---------- | ---- | ---------- | ---- | -------- | --- | ------ |
| 1926 | 26 702     | 99,7 | 22         | 0,1  | 9        | 0,1 | 26 788 |
| 1939 | 26 881     | 91,7 | 2 014      | 6,9  | 305      | 1,0 | 29 321 |
| 1959 | 17 693     | 85,5 | 2 884      | 13,9 | 75       | 0,4 | 20 694 |
| 1970 | 15 642     | 79,9 | 3 785      | 19,3 | 6        | 0,1 | 19 570 |
| 1979 | 14 772     | 73,5 | 5 231      | 26,0 | 53       | 0,2 | 20 094 |